# Vlajka Zambie

Zambijská vlajka
Poměr stran: 2:3

Vlajka Zambie byla poprvé přijata 24. října 1964. Jde o návrh Gabriel Ellisonové, která též navrhla zambijský znak. Vlajka je tvořena zeleným listem o poměru stran 2:3. V posledních asi 2/5 její délky od žerdi (přesně 15/42), stoupá z dolního okraje svazek tří pruhů, který končí v horní 1/3 šířky vlajky. Pruhy jsou v barvách (zleva doprava) červené, černé a oranžové. Nad trojicí pruhů je v oranžové barvě zobrazen orel s roztaženými křídly.
Barvy mají klasické panafrický význam: zelená reprezentuje přírodní bohatství země, červená boj za nezávislost, černá zambijský lid, oranžová nerostné bohatství země. Orel reprezentuje schopnost lidu povýšit se nad problémy země.

Rozměry zambijské vlajky
Vlajka zambijského prezidenta Poměr stran: ~5:7

## Historie

Vlajka Britské Jihoafrické společnosti (1890–1923) Poměr stran: 1:2
Vlajka Spojeného království v Zambii (1923–1939) Poměr stran: 1:2
Vlajka Severní Rhodesie (1939–1953) Poměr stran: 1:2
Vlajka Jižní Rhodesie (1923–1953) Poměr stran: 1:2
Vlajka Federace Rhodesie a Ňaska (1953–1963) Poměr stran: 1:2
Vlajka Jižní Rhodesie (1964–1965) Vlajka Rhodesie (1965–1968) Poměr stran: 1:2
Vlajka Rhodesie (1968–1979) Poměr stran: 1:2
Vlajka Zimbabwe Rhodesie (1979) Poměr stran: 1:2
Zambijská vlajka (1964–1996) Poměr stran: 2:3

## Další vlajky

Vlajka Barotselandu Poměr stran: 2:3